# Hvoruptorp
Hvoruptorp var en avlsgård under Rødslet Gods til 1853. Gården ligger i Hvorup Sogn, Kær Herred, Ålborg Amt, Aalborg Kommune.
Hvoruptorp Gods er på 220 hektar

## Ejere af Hvoruptorp
- (1853-1883) Joh. Glenstrup
- (1883-1926) J. P. Jensen
- (1926-1966) J. C. Jensen
- (1966-1997) J. B. Jensen
- (1997-2014) Ulrik Holst Jensen
- (2014-2017) Erik Mosegaard Pedersen
- (2017 - ) Holsko Ejendomme (Lasse&Jan)